# 北林谷荣
北林谷荣（日语：／ Kitabayashi Tanie，1911年5月21日—2010年4月27日），女，日本演员。曾获得日本電影學院獎最佳女主角、藍絲帶獎最佳女主角、電影旬報十佳獎最佳女主角等奖项。